# Kuenburg

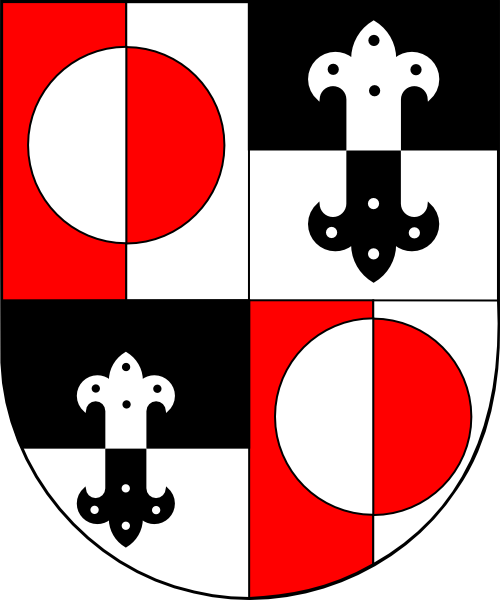
Grafenwappen derer von Kuenburg, ohne Zierde

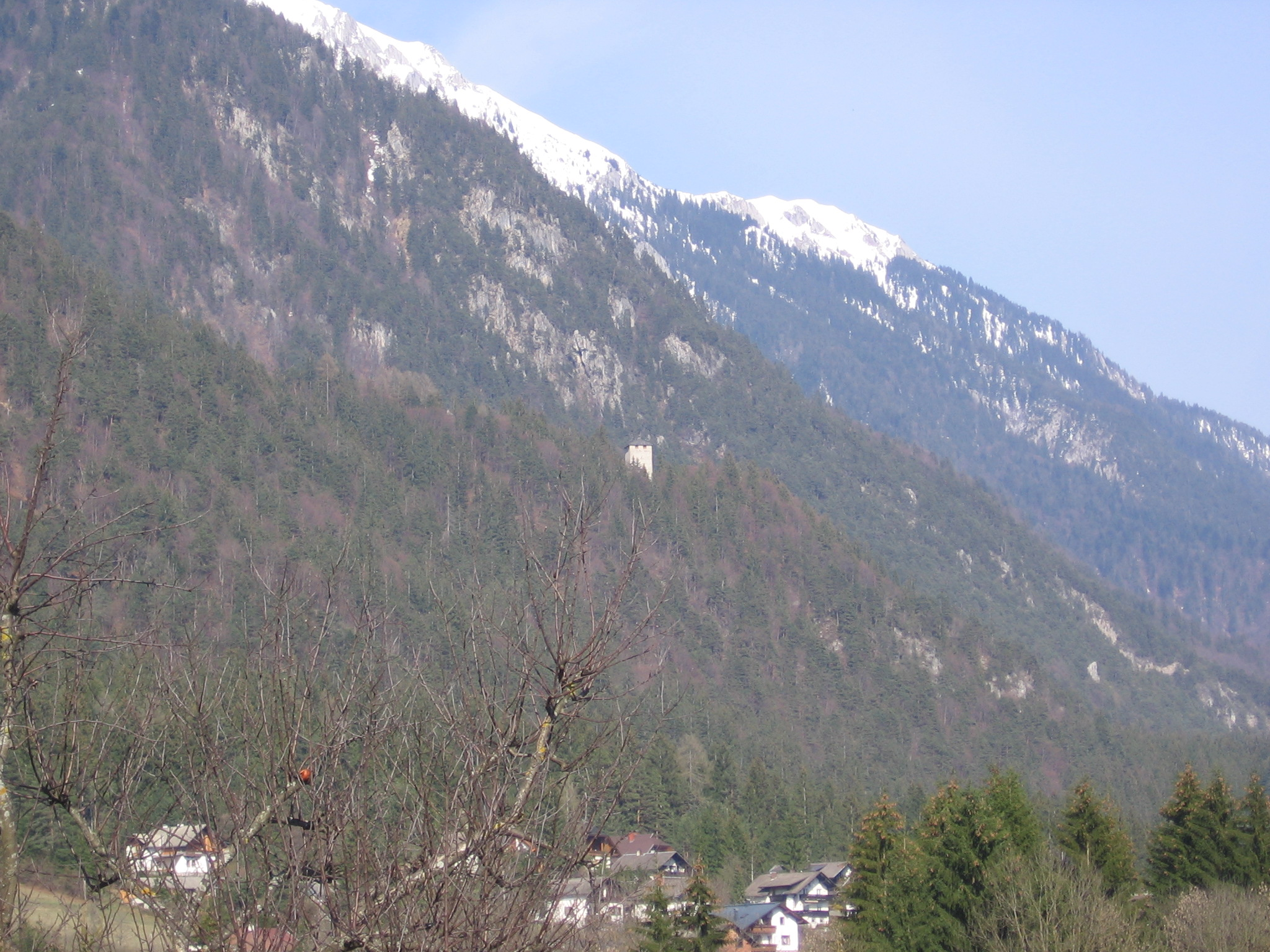
Bergfried der Ruine Khünburg, Kärnten

Kuenburg, ursprünglich Kienburg, auch Khienburg, Khünburg, Khuenburg, Küenburg, Khuenburg, Kuenburger, ist der Name eines alten Adelsgeschlecht aus Österreich mit Ursprung in Kärnten und Verzweigungen in Niederösterreich, der Steiermark und im Salzburger Land sowie in der Krain, Böhmen, Mähren und Schlesien.

## Geschichte

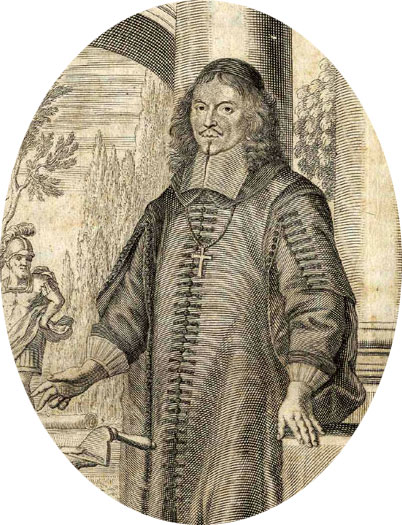
Max Gandolf von Kuenburg (* 1622; † 1687), der dritte Kuenburger als Fürsterzbischof von Salzburg

### Ursprung, Besitztümer und Nobilitierungen
Das Kärntner Uradelsgeschlecht diente den Grafen von Ortenburg als Ministerialen und benannte sich zunächst nach der Ortschaft Deinsdorf, heute Teil von Magdalensberg (Gemeinde) im unteren Gurktal. Seit 1388 benannte es sich dann nach seiner Stammburg bei Hermagor nordwestlich des Pressegger Sees, heute Burgruine Khünburg. Seine Blütezeit hatte das Geschlecht im Zeitraum vom 16. bis in das 18. Jahrhundert, als es zehn Bischöfe stellen konnte, darunter drei Fürst-Erzbischöfe von Salzburg. Familienzweige wurden in den freiherrlichen und reichsgräflichen Stand erhoben, so der spätere Erzbischof Max Gandolf von Kuenburg 1665 durch Kaiser Leopold I.
Im salzburgischen Tamsweg erwarben die Kuenburger ab etwa 1560 Grundbesitz und errichteten das Schloss Kuenburg (Tamsweg), das bis 1954 im Familienbesitz verblieb, ferner das von 1620 bis 1960 im Familienbesitz befindliche Schloss Frohnburg und im 18. Jahrhundert Schloss Blumenstein (Salzburg). In Südtirol sind die Grafen Kuenburg seit 1851 auf dem Ansitz Sallegg in Mitterdorf (Kaltern) ansässig.

### Deszendenten
- Michael von Kuenburg (* 1514; † 1560), Erzbischof von Salzburg
- Georg von Kuenburg (* 1530; † 1587), Erzbischof von Salzburg
- Ehrenfried von Kuenburg (* 1573; † 1618), Bischof von Chiemsee
- Polykarp Wilhelm von Kuenburg (* 1633; † 1675), Bischof von Gurk
- Max Gandolf von Kuenburg (* 1622; † 1687), Erzbischof von Salzburg
- Franz Ferdinand von Kuenburg (* 1651; † 1731), Bischof von Laibach; Erzbischof von Prag
- Johann Sigmund von Kuenburg (* 1659; † 1711), Fürstbischof von Lavant, Fürstbischof von Chiemsee
- Karl Joseph von Kuenburg (* 1686; † 1729), Bischof von Chiemsee
- Gandolf Ernst von Kuenburg (* 1737; † 1793), Bischof von Lavant
- Johann Christoph von Kuenburg (* 1697; † 1756), Weihbischof in Passau
- Wilhelm Graf Kuenburg (* 1800; † 1870), Titulargraf und Abgeordneter
- Amand von Kuenburg (* 1809; † 1886), Landeshauptmann von Österreichisch-Schlesien 1865–1886, Herrenhausmitglied des k. k. Reichsrats
- Gandolph von Kuenburg (* 1841; † 1921), österreichischer Politiker
- Bertha von Kuenburg-Stolberg (1845–1924), deutsch-österreichische Schriftstellerin
- Marcellina von Kuenburg (* 1883; † 1973), deutsche Psychologin, Kinder- und Jugendtherapeutin und Heilpraktikerin
- Mauricette von Kuenburg (* 1906; † 1996), Lady Murray als Ehefrau von Sir Ralph Hay Murray (britischer Botschafter)

## Wappen

### Stammwappen
Blasonierung: Das Stammwappen nach Siebmachers Wappenbuch zeigt ein von Rot und Silber gespaltenen Schild; das Helmkleinod stellt ein Schildesbild mit einem Federbusche von 5 (nach anderen 7) Hahnenfedern besteckt; die Helmdecken sind rot-silbern.

### Grafenwappen
Blasonierung: Das Grafenwappen gemäß Johann Siebmacher entstand nach Wappenmehrung und zeigt sich geviert; Felder 1 u. 4 zeigen das Stammwappen, 2 u. 3 sind von Schwarz über Silber geteilt, darin ein farbengewechseltes „Torband/Türband“ (ursprünglich Ruder/Steuer im Dreipass, Wappen der † Steierberger/Steuerberger); zwei offene gekrönte Turnierhelme: 1. Stammkleinod mit der Kugel aus 1 u. 4 besteckt mit fünf (sieben) schwarzen Hahnenfedern, die Helmdecken rot-silber; 2. ein offener Adlerflug mit den Farben und Bild der Figur aus 2 u. 3 sowie die Helmdecken schwarz-weiß. Das Wappen blieb bei der Erhebung in den Freiherren- und Reichsgrafenstand unverändert.

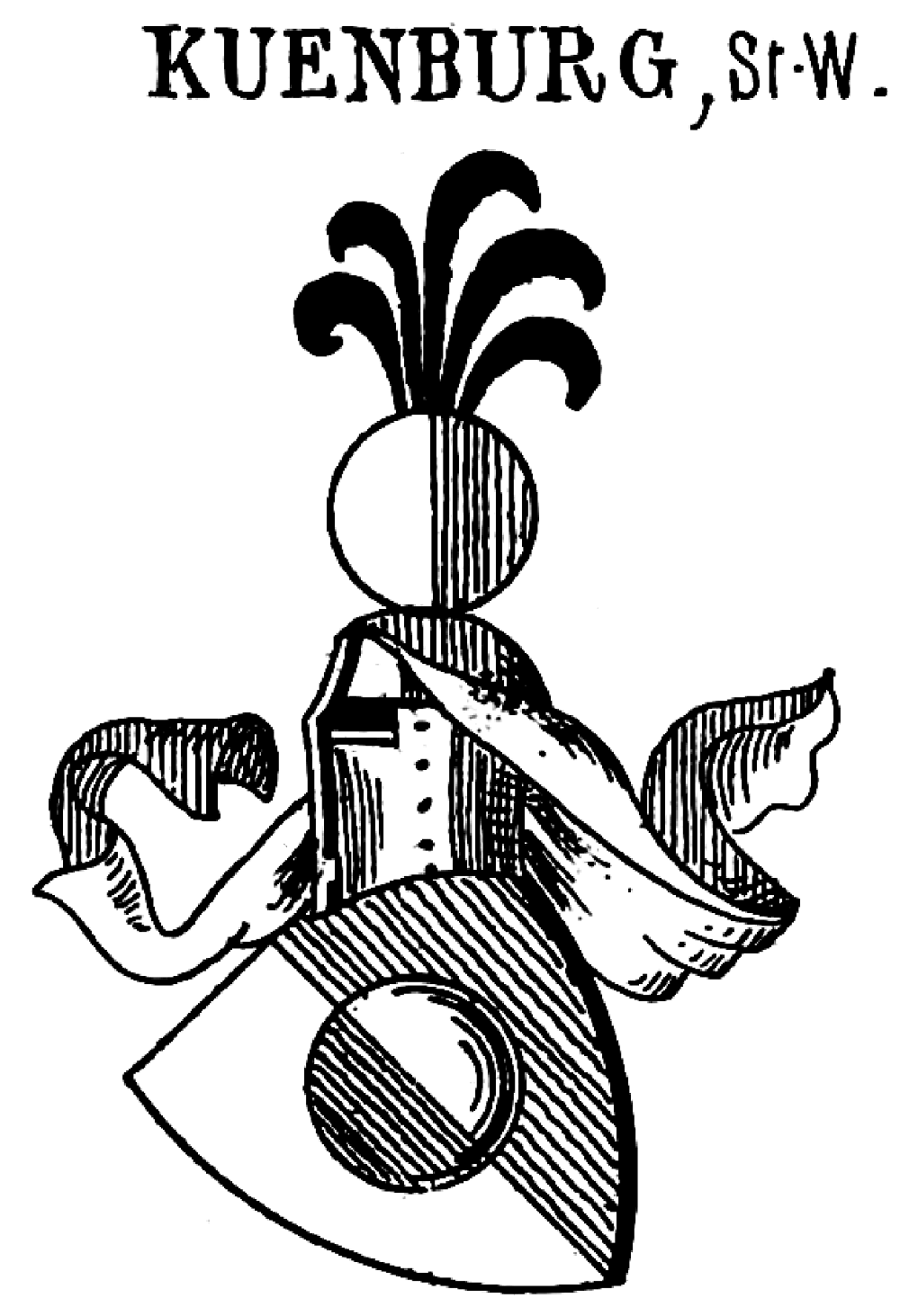
Stammwappen derer von Kuenburg
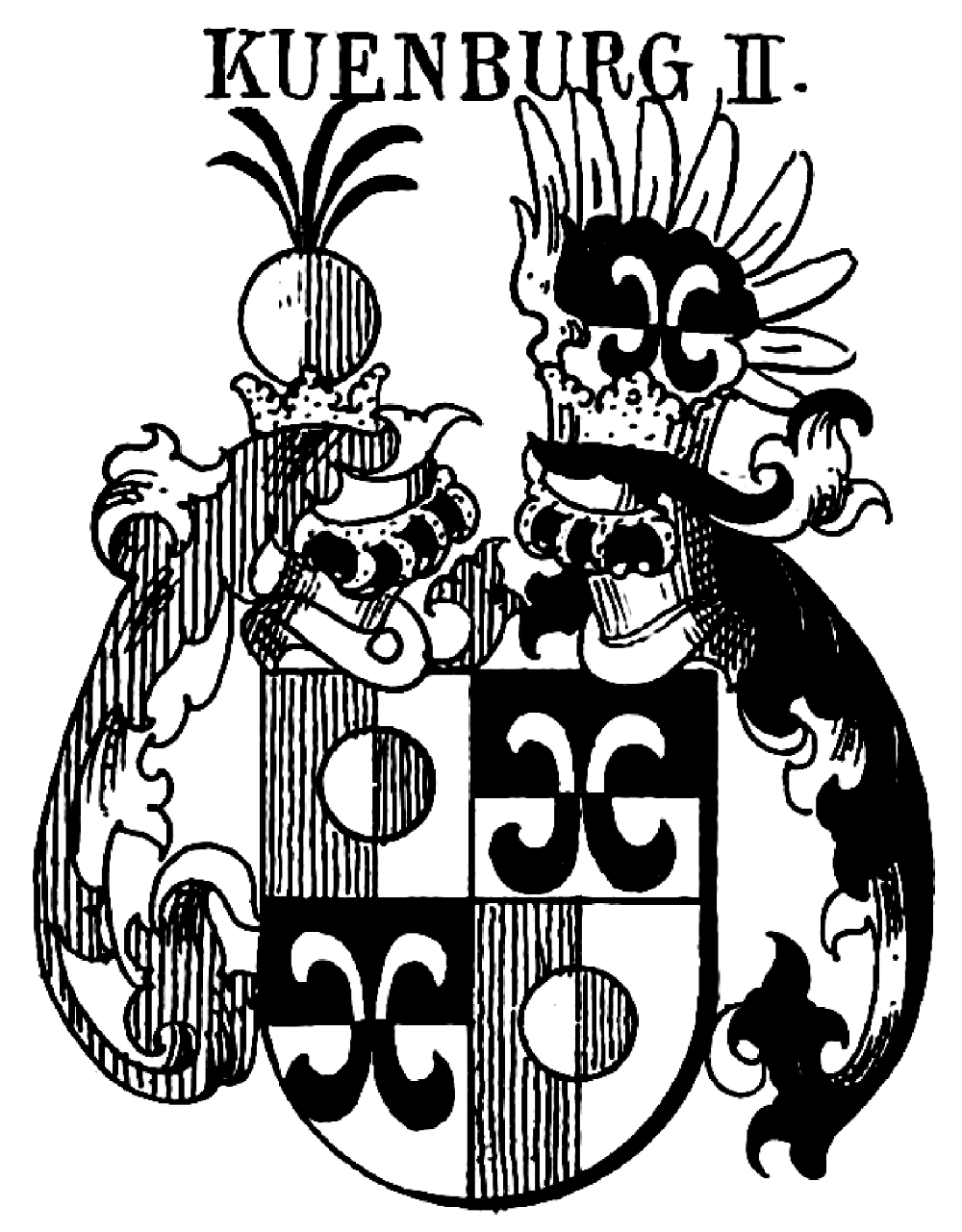
Gräfliches Wappen (mit Zierde) derer von Kuenburg (nach Wappenmehrung)
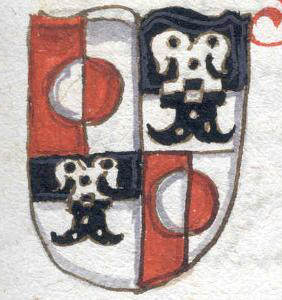
Wappen (ohne Zierde) des Salzburger Erzbischofs Michael von Kuenburg, nach 1587, aus der Salzburgischen Chronik bis 1587
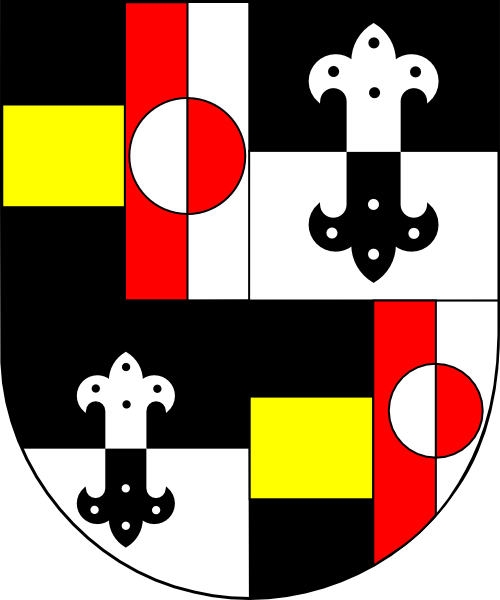
Wappen (ohne Zierde) des Franz Ferdinand von Kuenburg, Bischof von Laibach (Ljubljana, Slowenien) (1701 – 1711), und Erzbischof von Prag (1711 – 1731)
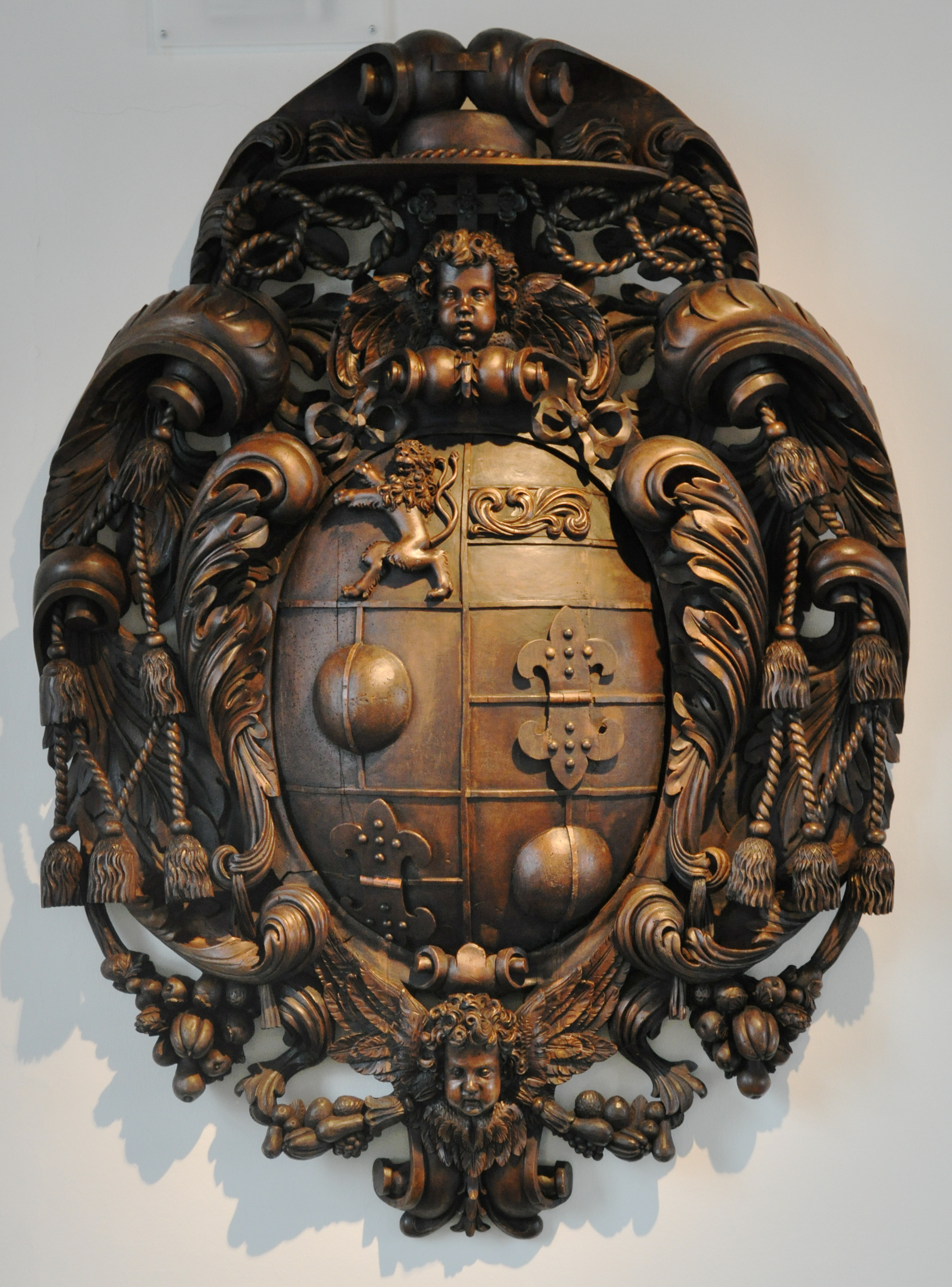
Wappen (mit Zierde) des Erzbischofs (Max Gandolf?) von Kuenburg, Metallguss, Salzburg Museum
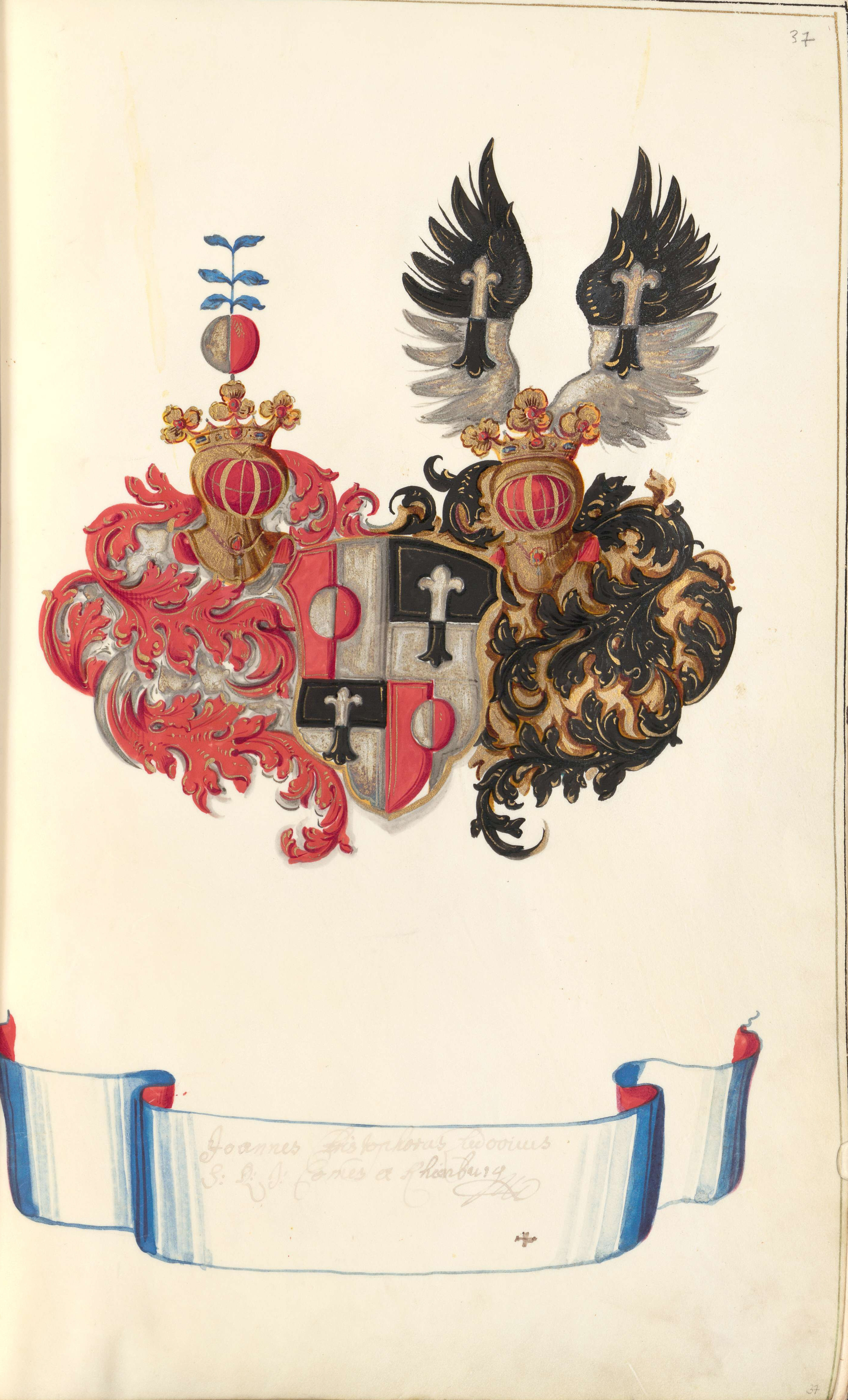
Wappen (mit Zierde) des Joannes Christophorus Ludovicus S. R. I. comes a Khienburg (Johann Christoph Ludwig Reichsgraf von Kuenburg)